# Úlehle
Úlehle är en ort i Tjeckien.   Den ligger i regionen Södra Böhmen, i den sydvästra delen av landet, 110 km söder om huvudstaden Prag. Úlehle ligger 517 meter över havet och antalet invånare är 113.
Terrängen runt Úlehle är kuperad åt sydväst, men åt nordost är den platt. Runt Úlehle är det ganska tätbefolkat, med 86 invånare per kvadratkilometer. Närmaste större samhälle är Strakonice, 8,1 km nordost om Úlehle. Omgivningarna runt Úlehle är en mosaik av jordbruksmark och naturlig växtlighet.